# Serie A 1952 (pallavolo maschile)

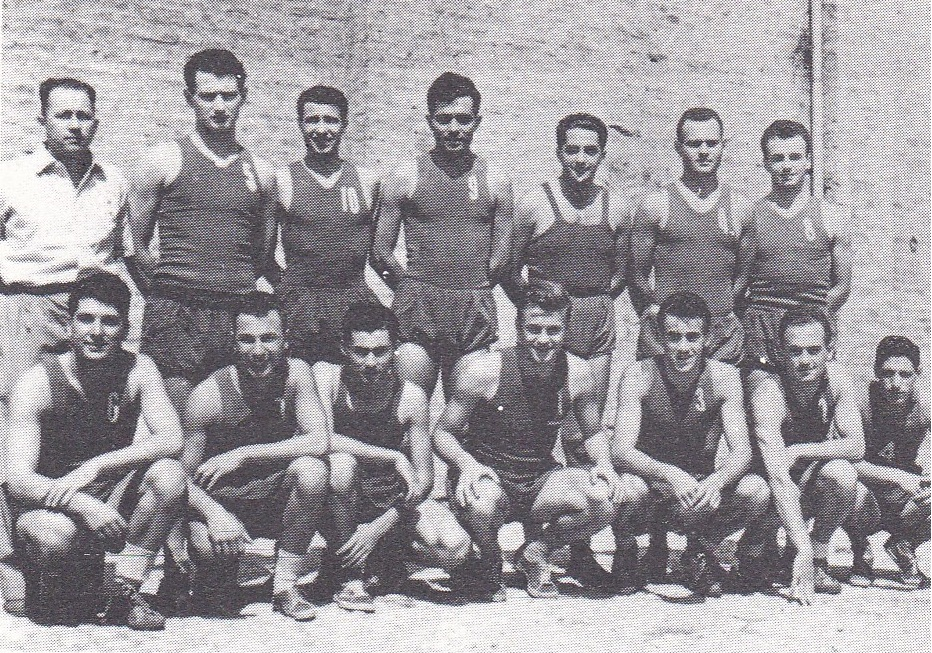
La Robur Ravenna, società vincitrice del campionato.

La Serie A maschile FIPAV 1952 fu la 7ª edizione del principale torneo pallavolistico italiano organizzato dalla FIPAV.
Era contemplato il pareggio. Il titolo fu conquistato dalla Robur Ravenna. La Lega Navale Vercelli si ritirò dal campionato al termine del girone d'andata e fu penalizzata di un punto. La Borsalino Alessandria e la Ruentes Ravenna furono penalizzate d'un punto rispettivamente per le rinunce alle gare di Parma e Genova.

## Classifica
| Pos. | Squadra               | Pt | G  | V  | N | P  | SV | SP |
| ---- | --------------------- | -- | -- | -- | - | -- | -- | -- |
| 1.   | Robur Ravenna         | 30 | 17 | 13 | 4 | 0  | 47 | 16 |
| 2.   | Multedo 1930 Genova   | 25 | 17 | 11 | 3 | 3  | 41 | 22 |
| 3.   | Minelli Modena        | 24 | 17 | 9  | 6 | 2  | 40 | 25 |
| 4.   | Ferrovieri Parma      | 22 | 17 | 9  | 4 | 4  | 37 | 26 |
| 5.   | CRDA Trieste          | 18 | 17 | 7  | 4 | 6  | 34 | 29 |
| 6.   | Lazio Roma            | 14 | 17 | 5  | 4 | 8  | 27 | 34 |
| 7.   | Ferrari AP Modena     | 13 | 17 | 5  | 3 | 9  | 28 | 33 |
| 8.   | Borsalino Alessandria | 11 | 17 | 3  | 5 | 9  | 24 | 39 |
| 9.   | Ruentes Ravenna       | 2  | 17 | 0  | 3 | 14 | 13 | 40 |
| 10.  | Lega Navale Vercelli  | 1  | 9  | 0  | 2 | 7  | 5  | 25 |

| Campione d'Italia | Retrocesse in Serie B |

## Risultati

### Tabellone
|                 | Alessandria | Genova | Modena AP | Modena Minelli | Parma | Ravenna Robur | Ravenna Ruentes | Roma | Trieste | Vercelli |
| --------------- | ----------- | ------ | --------- | -------------- | ----- | ------------- | --------------- | ---- | ------- | -------- |
| Alessandria     | XXX         | 1-3    | 0-3       | 2-2            | 1-3   | 2-2           | 3-1             | 1-3  | 2-2     | 3-0      |
| Genova          | 3-1         | XXX    | 3-1       | 2-2            | 3-0   | 1-3           | 3-0             | 3-1  | 3-0     | –        |
| Modena AP       | 2-2         | 1-3    | XXX       | 2-2            | 2-2   | 1-3           | 3-0             | 3-0  | 0-3     | 3-0      |
| Modena Minelli  | 3-1         | 2-2    | 3-1       | XXX            | 3-1   | 2-2           | 3-0             | 3-0  | 3-1     | 3-1      |
| Parma           | 3-0         | 3-1    | 3-1       | 1-3            | XXX   | 2-2           | 3-1             | 3-0  | 3-1     | 3-0      |
| Ravenna Robur   | 3-0         | 3-0    | 3-1       | 3-1            | 3-1   | XXX           | 3-1             | 3-0  | 3-1     | –        |
| Ravenna Ruentes | 1-3         | 1-3    | 0-3       | 2-2            | 1-3   | 0-3           | XXX             | 2-2  | 1-3     | 2-2      |
| Roma            | 2-2         | 1-3    | 3-1       | 3-0            | 2-2   | 2-2           | 3-0             | XXX  | 1-3     | –        |
| Trieste         | 3-0         | 2-2    | 3-0       | 1-3            | 2-2   | 1-3           | 3-0             | 3-1  | XXX     | –        |
| Vercelli        | –           | 0-3    | –         | –              | –     | 0-3           | –               | 0-3  | 2-2     | XXX      |